# Antoine Martin
Antoine Martin (ur. 19 kwietnia 1933 w Paryżu, zm. 12 grudnia 1987 w Beuzeville) – francuski pięściarz, uczestnik Letnich Igrzysk Olimpijskich w 1952 w Helsinkach. Na igrzyskach wziął udział w turnieju w wadze koguciej, w pierwszej walce spotkał się z reprezentantem Rumunii Ion Zlătaru i został zdyskwalifikowany.